# Esopo
Esopo (en griego antiguo, Αἴσωπος, Aísōpos, latinizado Aesopus) fue un fabulista de la Antigua Grecia. 

## Biografía
En la Época  Clásica su figura gozaba de gran popularidad, pero se vio rodeada de elementos legendarios que hacen difícil establecer de manera precisa cualquier dato seguro sobre su biografía; de hecho, S. Josifovich estima que nunca existió, aunque Ben Edwin Perry, Anton Wiechers, How-Wells y Janos Sarkady entre otros defienden de un modo u otro su autenticidad; también se piensa que el personaje parece ser un remedo del consejero babilonio Ahikar, secretario del rey Senaquerib.
La primera referencia que se conoce sobre Esopo es una cílica de figuras rojas fechada en torno al año 470 a. C.; en ella, se ve a Esopo hablando con una zorra. En fuentes literarias de la Grecia clásica, aparece citado por Heródoto, Aristófanes, Aristóteles, y Platón. Este último dice que Sócrates se sabía de memoria los apólogos de Esopo y los versificaba.
Hacia el siglo I se estima que surgió una biografía novelada de autor anónimo titulada Vida de Esopo, y mucho más tarde, en época medieval, Máximo Planudes elaboró otra Vida de Esopo, repleta de elementos folclóricos y legendarios.
Con respecto a su ubicación cronológica, suele haber coincidencia en que vivió en torno al siglo VII y siglo VI a. C.: Heródoto lo hace contemporáneo del rey Amasis (570 a. C.-526 a. C.); Heraclio de Ponto, escoliasta de Aristófanes, lo ubica hacia el 540 a. C., mientras que, para Fedro, habría sido contemporáneo de Pisístrato (ca. 606-527 a. C.) La Suda sitúa el punto central de su vida en la 40.ª Olimpiada (año 620 a. C.) y su muerte en la 54.ª (564 a. C.)
Diversos autores sitúan en diferentes lugares su nacimiento: Heraclio de Ponto lo menciona como una persona natural de Tracia; Calímaco dice que era de Sardes; Fedro, en sus Fábulas, ubica el lugar de origen de Esopo en la región de Frigia, al igual que Aulo Gelio; Planudes, por su parte, sitúa el nacimiento de Esopo en Amorio, también en Frigia. Según la Suda, había diversos lugares que se consideraban como la patria de Esopo: Sardes, Samos, Mesembria (en Tracia) y Cotiea (en Frigia).
Diversas fuentes señalan que fue esclavo de Janto y posteriormente liberto de Yadmon o Idmon. Compartió esclavitud con la cortesana Rodopis. Tras ser liberado, Esopo estuvo al servicio del rey Creso de Lidia.
La tradición señala que llegó a Delfos con una gran cantidad de riquezas de parte del rey Creso para hacer ofrendas a Apolo y para distribuir una parte entre los habitantes del lugar pero, tras una disputa con los delfios, decidió hacer únicamente el sacrificio a Apolo y reenvió el resto de las riquezas a Sardes, para reintegrárselas a Creso. Entonces Esopo fue acusado por los delfios de sacrilegio y murió despeñado desde las rocas Fedríades o desde la roca Hiampea. Como la acusación resultó ser falsa, los delfios quisieron compensar económicamente a quien tuviera derecho, para calmar la cólera de Apolo. Fue un nieto de Yadmon, a quien Esopo habría servido como esclavo, el que se presentó a cobrar la indemnización.
Taciano cita una famosa estatua de Esopo realizada por Aristodemo. Otra estatua suya fue realizada por Lisipo, que algunos estudiosos han puesto en relación con un busto de Villa Albani de época romana.

## Obra

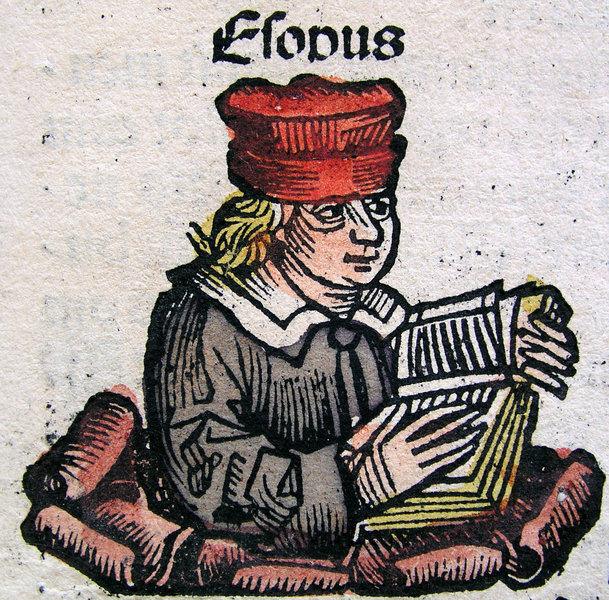
Esopo según Las Crónicas de Núremberg

Las fábulas de Esopo tienen su origen en la época arcaica. Fueron recopiladas en el siglo IV a. C. por Demetrio de Falero, pero esa recopilación se perdió. La principal colección de fábulas atribuidas a Esopo, en la que se basan muchas ediciones modernas, es la llamada Augustana, anónima, que algunos autores fechan en el siglo I o II y otros en el siglo V, y se complementa con otras dos colecciones anónimas: la Vindobonense, del siglo VI, y la Accursiana, probablemente del siglo IX.
La estructura de la fábula esópica ha sido definida por varios autores, pero la definición más completa se atribuye a Nojgaard, que distingue tres tipos de fábulas: las agonales, donde hay antagonismo entre al menos dos personajes; las de situación, donde no hay antagonismo entre los personajes, sino una situación apurada, y las etiológicas, que sirven para explicar el origen de algo. En la narración de las agonales debe haber al menos tres elementos o momentos imprescindibles:
1. La situación de partida en que se plantea un determinado conflicto, entre dos figuras, generalmente animales.
2. La actuación de los personajes, que procede de la libre decisión de los mismos entre las posibilidades de la situación dada.
3. La evaluación del comportamiento elegido, que se evidencia en el resultado pragmático, el éxito o el fracaso producido por tal elección, a veces con la aparición de un personaje sobrevenido o survenant ajeno a la acción que sirve para la correcta comprensión de la fábula.[24]

Las fábulas de Esopo fueron adaptadas por autores como Fedro y Babrio, en época romana; Jean de La Fontaine, en el siglo XVII; y Félix María Samaniego, en el XVIII.
El interés por las fábulas de Esopo fue continuo durante toda la Antigüedad y no decayó durante la Edad Media, cuando se mezclaron los fabularios con los grecorromanos (conocidos como Isopetes, es decir Esopos, o Romulus). Durante el Renacimiento, las fábulas de Esopo y las de Fedro se convirtieron en libro preceptivo de las universidades, y así continuarían por mucho tiempo.

## Traducciones al español
- Anónimo, Zaragoza, 1489, desde el texto latino de Lorenzo Valla.
- Pedro Simón Abril, Zaragoza, 1575, desde el latín al castellano.
- Antonio de Arfe y Villafañe, Sevilla, 1586, en verso.
- Joaquín Romero de Cepeda, Sevilla, 1590. Desde el latín al castellano, en verso.
- Sebastián Mey, Sevilla, ¿1613?
- Juan de Lama, Madrid, 1738, del latín al castellano.
- Rodrigo de Oviedo, Barcelona, 1844, en verso.
- J. A. Málaga, 1848
- Francisco Pelayo Briz, Barcelona, 1863, en verso
- F. Javier, Barcelona, 1871, del griego y de versiones latinas.
- Miguel de Silva, México, 1898, en griego y castellano.
- Clemente Cortejón, Barcelona, 1889. Con Fedro, Félix María Samaniego y Tomás de Iriarte.
- Antonio Peñafiel, México, 1890.
- Ángel Pumarega, Madrid, 1934. Con Fedro, La Fontaine, Samaniego e Iriarte.
- Juan Bautista Bergua, Madrid, 1966, con Fedro, La Fontaine, Samaniego e Iriarte.
- Pilar Guibelalde, Barcelona, 1967, Esopo y Fedro.
- Francisco Sanz Franco, Reus, 1976.
- Pedro Bádenas de la Peña, Vida y fábulas de Esopo, acompañadas de las fábulas de Babrio de Javier López Facal. Madrid: Gredos, 1978.
- Lorenzo Collado, Madrid, 1982.
- Enrique Sordo, Madrid, 1983.
- Francisco Martín García y Alfredo Róspide López, Fábulas esópicas. Madrid: Alba S. A., 1989.[26]

## Fábulas de Esopo

Aesopus moralisatus, 1485

La siguiente es una selección de las más conocidas fábulas de Esopo:
- Androcles y el león
- Bóreas y Helios
- El abeto y el espino
- El águila y el escarabajo
- El águila y la zorra
- El campesino y la serpiente
- El cuervo enfermo
- El cuervo y la zorra
- El escorpión y la rana
- El invierno y la primavera
- El labrador y la víbora
- El labrador y sus hijos
- El leñador honrado
- El león enamorado
- El león y el delfín
- El león y el ratón
- El lobo y el busto
- El náufrago y el mar
- El niño que se ahogaba
- El perro que llevaba un trozo de carne
- El perro y la campanilla
- El parto de los montes
- El pastor mentiroso
- El ratón de campo y el ratón de ciudad
- El ratón y la rana
- El viejo y la muerte
- La cigarra y la hormiga
- La comadreja y el gallo
- La comadreja y las gallinas
- La gallina de los huevos de oro
- La liebre y la tortuga
- La rana que decía ser médico y la zorra
- La rana que quiso ser buey
- La zorra que nunca había visto a un león
- La zorra y la cigüeña
- La zorra y las uvas
- Las ranas y su rey
- Las ocas y las grullas
- Los tres amigos
- Zeus y la serpiente
- Zeus y el tonel de los bienes

## En el cine y la TV
Las fábulas de Esopo han sido adaptadas en multitud de ocasiones para la televisión, a menudo en formato corto; ejemplos son algunos pasajes de las Silly Symphonies de Walt Disney. Su vida también ha sido adaptada a dibujos animados en la miniserie Vida de Esopo, producida por Pedro Alonso Pablos en 2020.